# Vermetus eruca
Vermetus eruca là một loài ốc biển, là động vật thân mềm chân bụng sống ở biển trong họ Vermetidae.